# Urs Kirchgraber
Urs Kirchgraber (* 24. September 1945 in Degersheim SG) ist ein Schweizer Mathematiker, der sich mit Dynamischen Systemen und Mathematikpädagogik befasst.
Kirchgraber wurde 1972 bei Eduard Stiefel an der ETH Zürich promoviert (An analytical perturbation theory based on polar coordinates in the four-dimensional KS space: application to the motion of an artificial satellite). Er war dort später Professor für Mathematik und Mathematikpädagogik und emeritierte 2011.
Er befasste sich unter anderem mit Methoden der Störungstheorie bei dynamischen Systemen (mit Anwendungen in der Himmelsmechanik) und widmete sich später intensiv der Mathematikpädagogik und der Zusammenarbeit der ETH Zürich mit Gymnasien.
Er war bis 2008 Vertreter der Schweiz in der International Commission for Mathematical Instruction.

## Schriften
- mit Stiefel Methoden der analytischen Störungsrechnung und ihre Anwendungen : mit zahlreichen Beispielen, Teubner 1978
- mit K. J. Palmer Geometry in the neighborhood of invariant manifolds of maps and flows and linearization, Harlow: Longman Scientific and Technical 1990